# Campanula lavrensis
Campanula lavrensis là loài thực vật có hoa trong họ Hoa chuông. Loài này được (Tocl & Rohl.) Phitos mô tả khoa học đầu tiên năm 1965.